# 大月俊倫
大月 俊倫（おおつき としみち、1961年12月18日 - ）は、日本のプロデューサー。元キングレコード専務取締役、元ガンジス代表取締役社長、元円谷プロダクション取締役。

## 来歴
茨城県水戸市出身。土浦日本大学高等学校卒業、日本大学 農獣医学部在学中よりアニメ雑誌「アニメージュ」（徳間書店）のアルバイトでアニメに関わる仕事に従事し、同大学卒業以後からキングレコードへアルバイトにて勤務。1984年に同社に入社し、スターチャイルドレーベルに所属。当初は『必殺仕事人』や『ゴジラ』のサントラ盤など映画・特撮関連のアルバムを手掛けていた。
しかし、入社3年目位の1985年7月にスターチャイルドレーベルの産みの親である藤田純二を始めとする同レーベルスタッフの過半数が退社し、ユーメックスを設立。その後もスタッフの退職が相次ぎ、当時のスターチャイルドは、『機動戦士ガンダム』ブームが去った事もあって億単位の赤字を抱えて、大月ともう1、2名が残された状態で廃部の危機を迎えた。この機に大月は、毛利和昭のオリジナルデザイン・イラストで『ドリームハンター麗夢』のドラマCDを初プロデュースし、ヒットを飛ばす。以後、高田裕三の『3×3 EYES』、CLAMPの『聖伝-RG VEDA-』、高河ゆんの『マインドサイズ』など漫画のイメージアルバムでヒットを重ね、地道に実績を積み上げていった。アニメのサウンドトラックでは、『鎧伝サムライトルーパー』、『赤い光弾ジリオン』、『NG騎士ラムネ&40』などを手がけている。1995年放映の『新世紀エヴァンゲリオン』ではプロデューサーを務め、2012年の『ヱヴァンゲリヲン新劇場版:Q』まで制作に関わった。
音楽プロデューサーとしては、1987年以降にサンライズ作品などの主題歌やBGMなどを担当し、アニメソングでは自身が手掛けたアニメーション作品の出演声優にテーマ楽曲を歌唱させるタイアップを積極的に仕掛けて行き、OVA『機動戦士ガンダム0080 ポケットの中の戦争』関連のイベントで椎名恵の代役で歌唱する準備でキングのスタジオに訪れていた、歌手活動に非常に消極的であった声優の林原めぐみ、アニソンアーティストでは、当時：松任谷由実のコーラスで林原が歌唱する楽曲の仮歌を入れていた奥井雅美、「YOU GET TO BURNING」のオーディション時、勝手に歌詞を執筆して落選した当時：ファッションモデルであった松澤由実を起用し、メジャー・デビューさせている。
1998年3月、キングレコードに在籍しながら庵野秀明、あかほりさとる、幾原邦彦、佐藤竜雄、石川光久、下地志直の出資と同社との合弁で制作会社ガンジスを設立。代表取締役社長に就き、所属プロデューサー兼初代ゼクシズ代表取締役社長の川崎とも子と共に数多くのアニメーション・実写作品をプロデュース。2010年10月末からは、円谷プロダクションの取締役に就任。
2016年2月上旬、長年居住した杉並区高円寺南から沖縄県宮古島市へ転居。東京と沖縄の往復生活を送りがら、同年6月末付をもってキングレコード専務取締役、2017年6月末付で円谷プロダクションの取締役職を退任。また、大月がキング専務退任のタイミングで自身が注力して来たスターチャイルドレーベルが同社第三クリエイティブ本部と事業統合による新レーベル移行に伴いレーベルは消滅した。そして、2018年3月23日付にてガンジスの法人格が消滅され、同社を事業清算。2019年時点で業界から完全に退いており、表舞台では姿を見せずに隠居生活を送っていた。
しかし、コロナ禍を経た2022年にかつて取締役を務めていた、円谷プロが製作委員会に加わっている『シン・ウルトラマン』の企画協力へ名を連ねたり、2023年3月12日に日本橋三井ホールにて催された、奥井のデビュー30周年記念ライブ「奥井雅美 30th Anniversary Live 2023　EVE〜一夜限りのBirth Live〜」のシークレットゲストとして、業界引退後初めて奥井やスタチャ楽曲ファンの前に姿を現した。

## 人物
- 元来、趣味として特撮好きに興じており、家電量販店やフィギュア専門店にて特撮のフィギュアを収集していた。幼少期は『ウルトラQ』や『ウルトラマン』を愛好していたが、一番特撮を見たかった小学3年生であった1970年に第一次怪獣ブームが去り特撮作品が激減したことが後遺症となっていると述べている[1]。

## 制作作品

### アニメ
- ドリームハンター麗夢（OVA・CDドラマ）
- 竜世紀（OVA）
- 強殖装甲ガイバー（1989年） 音楽ディレクター
- 魔法のプリンセス ミンキーモモ 夢を抱きしめて（1991年） 音楽ディレクター
- 強殖装甲ガイバー ACT II（1992年） 音楽ディレクター
- 万能文化猫娘（OVA・ラジオドラマ）
- 新世紀エヴァンゲリオン プロデューサー[1]
- ロスト・ユニバース
- 魁!!クロマティ高校
- アキハバラ電脳組 2011年の夏休み
- 新世紀エヴァンゲリオン劇場版 シト新生（1997年） プロデューサー
- 新世紀エヴァンゲリオン劇場版 Air/まごころを、君に（1997年） プロデューサー
- 機動戦艦ナデシコ -The prince of darkness-（1998年） 製作
- 少女革命ウテナ
- 無敵王トライゼノン
- メトロポリス（2001年） エグゼクティブ・プロデューサー
- サクラ大戦 活動写真
- スレイヤーズ
- シャーマンキング
- テイルズ オブ エターニア
- ローレライ
- ラブひな
- シスター・プリンセス
- フルーツバスケット
- 陸上防衛隊まおちゃん
- 朝霧の巫女
- ななか6/17
- シスター・プリンセス RePure
- 「鉄人28号」4作目
- 蒼穹のファフナー
- まほらば〜Heartful days
- ぱにぽにだっしゅ!
- いぬかみっ!
- がくえんゆーとぴあ まなびストレート!
- ネギま!?
- ヒロイック・エイジ（2007年）
- ながされて藍蘭島（2007年）
- みなみけ（2007年）
- ヱヴァンゲリヲン新劇場版:序（2007年） エグゼクティブ・プロデューサー[1]
- 俗・さよなら絶望先生（2008年）
- 薬師寺涼子の怪奇事件簿（2008年） プロデューサー
- とらドラ!（2008年）
- ヱヴァンゲリヲン新劇場版:破（2009年） エグゼクティブ・プロデューサー
- モーレツ宇宙海賊（2012年）
- ヱヴァンゲリヲン新劇場版:Q（2012年） エグゼクティブ・プロデューサー

### 映画
- ラブ&ポップ（1998年）[1]
- ローレライ（2005年）[1]
- 赤んぼ少女（2008年）
- 落語物語（2011年）
- 電人ザボーガー（2011年）[1]
- 地獄でなぜ悪い（2013年）[1]
- ラブ&ピース（2015年）[1]
- シン・ウルトラマン（2022年）企画協力

### テレビドラマ
- ケイゾク
- 週刊真木よう子
- 超星神シリーズ
- ライオン丸G
- MM9
- 家族八景 Nanase,Telepathy Girl's Ballad

### バラエティ番組
- 戦国鍋TV 〜なんとなく歴史が学べる映像〜

等、ほとんどのスターチャイルド関連作品・所属アーティストに関わる。

## 出演番組

### テレビ
- 渋谷でチュッ!（テレビ東京） - 1998年1月23日
- BSアニメ夜話（BS2） - 2005年03月28日午後11:00 〜11:55

### ラジオ
- 林原めぐみのHeartful Station（ラジオ日本→ラジオ関西）※アシスタント - 1991年4月9日 - 8月6日、10月5日 - 1992年4月25日
- トシandオールマイティのLips Factory（文化放送）※パーソナリティ - 1997年4月 - 9月
- ZMAP＝ZMAP（文化放送）※パーソナリティ - 1997年10月 - 1998年3月
- 大月PのめぐみとO・SUN・PO（ニッポン放送）※パーソナリティ - 2000年5月1日 - 9月25日